# Wissinger Laber
Die Wissinger Laber ist der rechte, einzugsgebietsreichere und deutlich längere Oberlauf der Breitenbrunner Laber auf der Fränkischen Alb und im bayerischen Landkreis Neumarkt in der Oberpfalz bis nach Breitenbrunn, wo er sich mit der Bachhaupter Laber vereint. Manche sehen die Breitenbrunner Laber nur als einen Nebennamen der Wissinger Laber an.

## Geographie

### Verlauf
Der zunächst ostsüdostwärts ziehende, unbeständig wasserführende Oberlaufgraben der Wissinger Laber setzt am Westrand des Kirchdorfes Freihausen der Gemeinde Seubersdorf in der Oberpfalz ein, wo zwei Trockentäler zusammenlaufen. Er durchzieht Freihausen, passiert in seiner Talmulde einige Teiche und passiert das Seubersdorfer Kirchdorf Ittelhofen überwiegend am rechten und dann den Weiler Wachtlhof der Gemeinde am linken Ufer. Nachdem zuvor nur einige kurze Quellabflüsse aus der Talaue zugelaufen sind, mündet im folgenden Pfarrdorf Wissing, wo sie von weiteren starken Quellen gespeist wird, erstmals auch ein kilometerlanger Nebenbach von links aus dem längstenteils trockenen Bachtal.
Sobald sie Wissing an dessen Schleifmühle vorbei verlassen hat, wendet sie sich auf südlicheren Lauf in langen Talwindungen durch ein größeres Waldgebiet, in dem sie auf die Gemarkung von Markt Breitenbrunn überwechselt und an der Aumühle unterhalb des Pfarrdorfes Kemnathen auf der Höhe vorbeifließt. Nach lange völlig unbesiedelten Lauf in einer Wiesenaue unterhalb der Waldhöhen erreicht sie an dessen Franklmühle vorbei den Hauptort Breitenbrunn der Marktgemeinde und fließt am Südrand von dessen Talbesiedlung mit der von Nordosten kommenden Bachhaupter Laber zusammen, die nur etwa ein Fünftel ihrer Länge hat, aber doch zwei Drittel ihres eigenen Teileinzugsgebietes erreicht. Die durch den Zusammenfluss entstandene Breitenbrunner Laber fließt südwärts ab.

### Zuflüsse und Trockentäler
Vom Ursprung talabwärts.
- Banntal, trockenes Obertal von links und Nordwesten bis Freihausen
- Borkental, trockenes Obertal von rechts und Westen bis Freihausen
- Egelstal, Trockental von links und Norden gegenüber von Ittelhofen
- (Zufluss aus dem Bachtal), von links und Nordnordosten auf etwa 456 m ü. NHN[BA 1] am Ortsanfang von Wissing, 1,0 km[GV 1] und 11,8 km²[GV 2]
- Schwarzengrund, Trockental von rechts und Westen in Wissing
- Waldelloch, Trockental von rechts und Süden gegenüber der Schleifmühle
- Keltental, Trockental von links und Nordosten vor der Aumühle
- Heutal, Trockental von rechts und Westnordwesten
- Hextal, Trockental von rechts und Westnordwesten bei Breitenbrunn-Waldhof
- Maintal, Trockental von rechts und Westen bei Breitenbrunn-Dürn

### Einzugsgebiet
Das Einzugsgebiet umfasst 49,5 km² und liegt auf der Südlichen Frankenalb in deren Unter-Naturräumen
Gumpertshausener Platte, Tal der Wissinger Laaber und Hemauer Hochfläche. Sein höchster Punkt ist mit 621 m ü. NHN der Gipfel des Göschbergs an der nördlichen Wasserscheide. Dort und an der nordöstlichen Wasserscheide grenzt das Einzugsgebiet der Schwarzen Laber an, eines direkten Donau-Zuflusses. Hinter der östlichen liegt das Einzugsgebiet der Bachhaupter Laber, des anderen Oberlaufs der Breitenbrunner Laber, hinter der südwestlichen und westlichen das der Unterbürger Laber, die sich mit der Breitenbrunner Laber zur Weißen Laber vereint, deren Wasser die Donau vor der Schwarzen Laber über die Altmühl erreicht. Der größte Teil des Einzugsgebietes verteilt sich auf die Gemeinde Seubersdorf in der Oberpfalz (Oberlauf) und Markt Breitenbrunn (Unterlauf). Daneben hat im Nordwesten die Gemeinde Deining einen kleinen Anteil daran, einen noch kleineren die Stadt Berching, die alle zum Landkreis Neumarkt in der Oberpfalz gehören.

### BayernAtlas („BA“)
Amtliche Online-Gewässerkarte mit passendem Ausschnitt und den hier benutzten Layern: Lauf und Einzugsgebiet der Wissinger Laber

Allgemeiner Einstieg ohne Voreinstellungen und Layer: BayernAtlas der Bayerischen Staatsregierung (Hinweise)
1. 1 2 3  Höhe abgefragt auf dem Hintergrundlayer Amtliche Karte (Rechtsklick).
2. ↑  Höhe nach schwarzer Beschriftung auf dem Hintergrundlayer Amtliche Karte.

### Gewässerverzeichnis Bayern („GV“)
1. 1 2  Länge nach: Verzeichnis der Bach- und Flussgebiete in Bayern – Flussgebiet Lech bis Naab, Seite 117 des Bayerischen Landesamtes für Umwelt, Stand 2016 (PDF; 2,9 MB) (Mit Folgeseite. Die Seitennummern können sich ändern.)
2. 1 2  Länge nach: Verzeichnis der Bach- und Flussgebiete in Bayern – Flussgebiet Lech bis Naab, Seite 117 des Bayerischen Landesamtes für Umwelt, Stand 2016 (PDF; 2,9 MB) (Mit Folgeseite. Die Seitennummern können sich ändern.)

### Sonstige
1. ↑  Dietrich-Jürgen Manske: Geographische Landesaufnahme: Die naturräumlichen Einheiten auf Blatt 164 Regensburg. Bundesanstalt für Landeskunde, Bad Godesberg 1981. → Online-Karte (PDF; 4,8 MB)